# Jovica Nikolić
Jovica Nikolić, född den 11 februari 1959 i Jagodina, Jugoslavien (nuvarande Serbien), är en jugoslavisk/serbisk före detta fotbollsspelare som tog OS-brons för Jugoslavien vid de olympiska sommarspelen 1984 i Los Angeles.